# 查尔斯·盖茨·道威斯
查尔斯·盖茨·道威斯（英語：Charles Gates Dawes，1865年8月27日—1951年4月23日），又译道斯，美国政治家、因推動道威斯計劃而和奧斯丁·張伯倫一同於1926年獲得1925年度的诺贝尔和平奖 （後者推動了洛迦诺公约），曾任美国副总统。
| 前任： 卡尔文·柯立芝 | 美国副总统 1925年－1929年 | 繼任： 查尔斯·柯蒂斯 |